# جون موراي (لاعب كرة قدم بريطاني)
جون موراي (بالإنجليزية: John Murray)‏ (2 مارس 1948 في المملكة المتحدة - ) هو مدرب كرة قدم ولاعب كرة قدم بريطاني في مركز جناح ‏. لعب مع نادي برينتفورد ونادي بلاكبول ونادي بوري ونادي بيرنلي ونادي ريدنغ.

## وصلات خارجية
- جون موراي على موقع قاعدة بيانات كرة القدم.إي يو (الإنجليزية)